# Yeferson Quintana
Yeferson Quintana, vollständiger Name Yeferson Agustín Quintana Alonso, (* 19. April 1996 in Bella Unión) ist ein uruguayischer Fußballspieler.

## Karriere
Der 1,91 Meter große Defensivakteur Quintana spielte von 2011 bis 2014 für Deportivo Tropezón Tablero aus Bella Union. 2014 wechselte er zum Nachwuchsteam des Club Atlético Peñarol. Bei den Profis debütierte er schließlich am 3. September 2016 in der Primera División, als er von Trainer Jorge Da Silva am 2. Spieltag der Spielzeit 2016 beim 2:0-Heimsieg gegen Centro Atlético Fénix in der 52. Spielminute für den Brasilianer Bressan eingewechselt wurde. Während der Saison 2016 kam er viermal (kein Tor) in der Liga zum Einsatz.